# UCI Women's WorldTour 2019
L'UCI Women's WorldTour 2019 és la quarta edició de la competició femenina de ciclisme de carretera més important a nivell mundial.
El calendari es compon de 23 curses, essent la primera la Strade Bianche, celebrada a Itàlia el 9 de març, i la darrera el Tour de Guangxi, disputat a la Xina el 22 d'octubre.
S'atorguen premis per a la classificació individual general, la classificació individual sub-23 i la classificació per equips.

## Equips
| Nom | País                               | Codi UCI      |
| --- | ---------------------------------- | ------------- |
| ALE | Alé Cipollini                      | Itàlia        |
| VAI | Aromitalia Vaiano                  | Itàlia        |
| ASA | Astana Women's Team                | Kazakhstan    |
| BPK | BePink                             | Itàlia        |
| BPC | Biehler Pro Cycling                | Països Baixos |
| BIG | Bigla Pro Cycling Team             | Dinamarca     |
| BDU | Bizkaia-Durango                    | Espanya       |
| DLT | Boels Dolmans Cycling Team         | Països Baixos |
| BTC | BTC City Ljubljana                 | Eslovènia     |
| CSR | Canyon Sram Racing                 | Alemanya      |
| CCC | CCC-Liv                            | Països Baixos |
| CMW | Charente-Maritime Women Cycling    | França        |
| GPC | China Liv Pro Cycling              | Hong Kong     |
| CGS | Cogeas-Mettler Pro Cycling Team    | Rússia        |
| CZG | Conceria Zabri-Fanini              | Albània       |
| DVE | Doltcini-Van Eyck Sport            | Bèlgica       |
| DRP | Drops                              | Regne Unit    |
| EIC | Eneicat Cycling Team               | Espanya       |
| SBT | Eurotarget-Bianchi-Vitasana        | Itàlia        |
| FDJ | FDJ Nouvelle Aquitaine Futuroscope | França        |
| HBS | Hagens Berman-Supermint            | Estats Units  |
| HMT | Health Mate-Cyclelive Team         | Bèlgica       |
| HPU | Hitec Products-Birk Sport          | Noruega       |
| LSL | Lotto Soudal Ladies                | Bèlgica       |
| LCW | Lviv Cycling Team                  | Ucraïna       |
| MAT | Massi-Tactic Women Team            | Espanya       |
| MCC | Minsk Cycling Club                 | Belarús       |
| MTS | Mitchelton Scott                   | Austràlia     |
| MOV | Movistar Team                      | Espanya       |
| PHV | Parkhotel Valkenburg               | Països Baixos |
| RLW | Rally Cycling                      | Estats Units  |
| SER | Servetto-Piumate-Beltrami TSA      | Itàlia        |
| T20 | Sho-Air Twenty20                   | Estats Units  |
| SWT | Sopela Women's Team                | Espanya       |
| SWA | Swapit Agolico                     | Mèxic         |
| ILU | Team Illuminate                    | Estats Units  |
| SUN | Team Sunweb                        | Països Baixos |
| TIB | Team Tibco-Silicon Valley Bank     | Estats Units  |
| TVW | Team Virtu Cycling Women           | Dinamarca     |
| TWC | Thailand Women's Cycling Team      | Tailàndia     |
| TOP | Top Girls Fassa Bortolo            | Itàlia        |
| TFS | Trek-Segafredo Women               | Bèlgica       |
| VAL | Valcar Cylance Cycling             | Itàlia        |
| WNT | WNT-Rotor Pro Cycling              | Alemanya      |

## Competicions
Aquestes van ser les competicions per a la temporada 2019:
| 9 de març           | 1  | Strade Bianche Donne                     | Annemiek van Vleuten | Annika Langvad       | Katarzyna Niewiadoma  | Annemiek van Vleuten |
| 17 de març          | 2  | Tour de Drenthe femení                   | Marta Bastianelli    | Chantal Blaak        | Ellen van Dijk        | Marta Bastianelli    |
| 24 de març          | 3  | Trofeu Alfredo Binda-Comune di Cittiglio | Marianne Vos         | Amanda Spratt        | Cecilie Uttrup Ludwig | Marta Bastianelli    |
| 28 de març          | 4  | Clàssica Bruges-De Panne femenina        | Kirsten Wild         | Lorena Wiebes        | Lotte Kopecky         | Marta Bastianelli    |
| 31 de març          | 5  | Gant-Wevelgem femenina                   | Kirsten Wild         | Lorena Wiebes        | Letizia Paternoster   | Marta Bastianelli    |
| 7 de abr            | 6  | Tour de Flandes femení                   | Marta Bastianelli    | Annemiek van Vleuten | Cecilie Uttrup Ludwig | Marta Bastianelli    |
| 21 de abr           | 7  | Amstel Gold Race femenina                | Katarzyna Niewiadoma | Annemiek van Vleuten | Marianne Vos          | Marta Bastianelli    |
| 24 de abr           | 8  | Fletxa Valona femenina                   | Anna van der Breggen | Annemiek van Vleuten | Annika Langvad        | Marta Bastianelli    |
| 28 de abr           | 9  | Lieja-Bastogne-Lieja femenina            | Annemiek van Vleuten | Floortje Mackaij     | Demi Vollering        | Annemiek van Vleuten |
| 9 – 11 de maig      | 10 | Tour de l'illa de Chongming              | Lorena Wiebes        | Jutatip Maneephan    | Lotte Kopecky         | Annemiek van Vleuten |
| 16 – 18 de maig     | 11 | Volta a Califòrnia femenina              | Anna van der Breggen | Katie Hall           | Ashleigh Moolman      | Annemiek van Vleuten |
| 22 – 25 de maig     | 12 | Emakumeen Euskal Bira                    | Elisa Longo Borghini | Amanda Spratt        | Soraya Paladin        | Annemiek van Vleuten |
| 10 – 15 de juny     | 13 | Volta a la Gran Bretanya femenina        | Lizzie Deignan       | Katarzyna Niewiadoma | Amy Pieters           | Annemiek van Vleuten |
| 5 – 14 de juliol    | 14 | Giro d'Itàlia femení                     | Annemiek van Vleuten | Anna van der Breggen | Amanda Spratt         | Annemiek van Vleuten |
| 19 de jul           | 15 | La Course by Le Tour de France           | Marianne Vos         | Leah Kirchmann       | Cecilie Uttrup Ludwig | Annemiek van Vleuten |
| 3 de ago            | 16 | RideLondon Classique                     | Lorena Wiebes        | Elisa Balsamo        | Coryn Rivera          | Annemiek van Vleuten |
| 17 de ago           | 17 | Open de Suède Vårgårda CRE               | Trek-Segafredo       | Canyon-SRAM Racing   | Sunweb Women          | Annemiek van Vleuten |
| 18 de ago           | 18 | Open de Suède Vårgårda CL                | Marta Bastianelli    | Marianne Vos         | Lorena Wiebes         | Annemiek van Vleuten |
| 22 – 25 de agost    | 19 | Ladies Tour of Norway                    | Marianne Vos         | Coryn Rivera         | Leah Kirchmann        | Marianne Vos         |
| 31 de ago           | 20 | Gran Premi de Plouay Bretagne            | Anna van der Breggen | Coryn Rivera         | Amy Pieters           | Marianne Vos         |
| 3 – 8 de setembre   | 21 | Simac Ladies Tour                        | Christine Majerus    | Lorena Wiebes        | Lisa Klein            | Annemiek van Vleuten |
| 14 – 15 de setembre | 22 | Ceratizit Challenge by La Vuelta         | Lisa Brennauer       | Lucinda Brand        | Pernille Mathiesen    | Annemiek van Vleuten |
| 22 de oct           | 23 | Tour de Guangxi femení                   | Chloe Hosking        | Alison Jackson       | Marianne Vos          | Marianne Vos         |

## Puntuació
Totes les curses atorgaven punts per a l'UCI World Ranking Femení, incloent a totes les ciclistes dels equips de categoria UCI Team Femení.
El barem de puntuació era el mateix per a totes les curses, però a les curses per etapes (2.WWT), s'atorgaven punts addicionals per les victòries d'etapa i per vestir el maillot de líder de la classificació general:
| Posició              | 1.ª | 2.ª | 3.ª | 4.ª | 5.ª | 6.ª | 7.ª | 8.ª | 9.ª | 10.ª | 11.ª | 12.ª | 13.ª | 14.ª | 15.ª | 16.ª-30.ª | 31.ª-40.ª |
| Clasificació general | 200 | 150 | 125 | 100 | 85  | 70  | 60  | 50  | 40  | 35   | 30   | 25   | 20   | 15   | 10   | 5         | 3         |
| Per etapa            | 25  | 20  | 18  | 16  | 14  | 12  | 10  | 8   | 6   | 4    |      |      |      |      |      |           |           |
| Líder                | 5   |     |     |     |     |     |     |     |     |      |      |      |      |      |      |           |           |

1. ↑  «UCI announce 2019 Women's WorldTour calendar» (en anglès).
2. ↑  Reglamento UCI a partir del 01.01.2019

## Classificacions
Aquestes són les classificacions: Nota: veure

### Classificació individual
| Classificació per punts | Classificació per punts | Classificació per punts | Classificació per punts | Classificació per punts |
| Ciclista                | Ciclista                | Equip                   | Punts                   |                         |
| ----------------------- | ----------------------- | ----------------------- | ----------------------- | ----------------------- |
| 1r                      | Marianne Vos            | CCC-Liv                 | 1592 pts                |                         |
| 2n                      | Annemiek van Vleuten    | Mitchelton-Scott        | 1467 pts                |                         |
| 3r                      | Lorena Wiebes           | Parkhotel Valkenburg    | 1302 pts                |                         |
| 4t                      | Katarzyna Niewiadoma    | Canyon-SRAM Racing      | 1240 pts                |                         |
| 5è                      | Anna van der Breggen    | Boels Dolmans           | 1095 pts                |                         |
| 6è                      | Marta Bastianelli       | Virtu Cycling Women     | 1077 pts                |                         |
| 7è                      | Amy Pieters             | Boels Dolmans           | 841 pts                 |                         |
| 8è                      | Lucinda Brand           | Sunweb                  | 797 pts                 |                         |
| 9è                      | Christine Majerus       | Boels Dolmans           | 690 pts                 |                         |
| 10è                     | Amanda Spratt           | Mitchelton-Scott        | 680 pts                 |                         |

### Classificació per equips
Aquesta classificació es calcula sumant els punts de les corredores de cada equip o selecció en cada cursa. Els equips amb el mateix nombre de punts es classifiquen d'acord amb la seva corredora més ben classificada individualment.
| Classificació per equips | Classificació per equips           | Classificació per equips | Classificació per equips |
| Equip                    | Equip                              | Punts                    |                          |
| ------------------------ | ---------------------------------- | ------------------------ | ------------------------ |
| 1r                       | SD Worx                            | 9443.02 pts              |                          |
| 2n                       | Trek-Segafredo                     | 7388.98 pts              |                          |
| 3r                       | Team DSM                           | 7271 pts                 |                          |
| 4t                       | FDJ Nouvelle Aquitaine Futuroscope | 6554 pts                 |                          |
| 5è                       | Canyon-SRAM Racing                 | 5352 pts                 |                          |
| 6è                       | Movistar Team                      | 5257.96 pts              |                          |
| 7è                       | Team Jumbo-Visma                   | 3749.04 pts              |                          |
| 8è                       | UAE Team ADQ                       | 3208 pts                 |                          |
| 9è                       | Team BikeExchange-Jayco            | 3074.02 pts              |                          |
| 10è                      | Valcar-Travel & Service            | 2564 pts                 |                          |

### Classificació sub-23
| Classificació de la millor jove | Classificació de la millor jove | Classificació de la millor jove | Classificació de la millor jove | Classificació de la millor jove |
| Ciclista                        | Ciclista                        | Equip                           | Punts                           |                                 |
| ------------------------------- | ------------------------------- | ------------------------------- | ------------------------------- | ------------------------------- |
| 1r                              | Shirin van Anrooij              | Trek-Segafredo                  | 50 pts                          |                                 |
| 2n                              | Pfeiffer Georgi                 | Team DSM                        | 28 pts                          |                                 |
| 3r                              | Niamh Fisher-Black              | SD Worx                         | 28 pts                          |                                 |
| 4t                              | Anna Shackley                   | SD Worx                         | 20 pts                          |                                 |
| 5è                              | Mischa Bredewold                | Parkhotel Valkenburg            | 18 pts                          |                                 |
| 6è                              | Julia Borgström                 | AG Insurance NXTG               | 18 pts                          |                                 |
| 7è                              | Shari Bossuyt                   | Canyon-SRAM Racing              | 14 pts                          |                                 |
| 8è                              | Blanka Vas                      | SD Worx                         | 12 pts                          |                                 |
| 9è                              | Femke Gerritse                  | Parkhotel Valkenburg            | 10 pts                          |                                 |
| 10è                             | Julie De Wilde                  | Plantur-Pura                    | 8 pts                           |                                 |

## Evolució de les classificacions
| Cursa (Guanyadora)                                      | Classificació individual | Classificació per equips | Classificació sub-23 |
| ------------------------------------------------------- | ------------------------ | ------------------------ | -------------------- |
| Strade Bianche (Annemiek van Vleuten)                   | Annemiek van Vleuten     | Boels Dolmans            | Évita Muzic          |
| Tour de Drenthe (Marta Bastianelli)                     | Marta Bastianelli        | Boels Dolmans            | Sofia Bertizzolo     |
| Trofeu Alfredo Binda-Comune di Cittiglio (Marianne Vos) | Marta Bastianelli        | Boels Dolmans            | Sofia Bertizzolo     |
| Classic Bruges-La Panne (Kirsten Wild)                  | Marta Bastianelli        | Boels Dolmans            | Sofia Bertizzolo     |
| Gant-Wevelgem (Kirsten Wild)                            | Marta Bastianelli        | Boels Dolmans            | Sofia Bertizzolo     |
| Tour de Flandes (Marta Bastianelli)                     | Marta Bastianelli        | Boels Dolmans            | Sofia Bertizzolo     |
| Amstel Gold Race (Katarzyna Niewiadoma)                 | Marta Bastianelli        | Boels Dolmans            | Sofia Bertizzolo     |
| Fletxa Valona (Anna van der Breggen)                    | Marta Bastianelli        | Boels Dolmans            | Marta Cavalli        |
| Lieja-Bastogne-Lieja (Annemiek van Vleuten)             | Annemiek van Vleuten     | Boels Dolmans            | Sofia Bertizzolo     |
| Tour de Chongming Island (Lorena Wiebes)                | Annemiek van Vleuten     | Boels Dolmans            | Sofia Bertizzolo     |
| Tour de California (Anna van der Breggen)               | Annemiek van Vleuten     | Boels Dolmans            | Marta Cavalli        |
| Emakumeen Euskal Bira (Elisa Longo Borghini)            | Annemiek van Vleuten     | Boels Dolmans            | Marta Cavalli        |
| The Women's Tour (Elizabeth Deignan)                    | Annemiek van Vleuten     | Boels Dolmans            | Marta Cavalli        |
| Giro d'Itàlia (Annemiek van Vleuten)                    | Annemiek van Vleuten     | Boels Dolmans            | Marta Cavalli        |
| La Course by Le Tour de France (Marianne Vos)           | Annemiek van Vleuten     | Boels Dolmans            | Marta Cavalli        |
| RideLondon Classique (Lorena Wiebes)                    | Annemiek van Vleuten     | Boels Dolmans            | Marta Cavalli        |
| Postnord Vårgårda WestSweden TTT (Trek-Segafredo)       | Annemiek van Vleuten     | Boels Dolmans            | Marta Cavalli        |
| Postnord Vårgårda WestSweden RR (Marta Bastianelli)     | Annemiek van Vleuten     | Boels Dolmans            | Marta Cavalli        |
| Ladies Tour of Norway (Marianne Vos)                    | Marianne Vos             | Boels Dolmans            | Lorena Wiebes        |
| Gran Premi de Plouay (Anna van der Breggen)             | Marianne Vos             | Boels Dolmans            | Marta Cavalli        |
| Boels Ladies Tour (Christine Majerus)                   | Annemiek van Vleuten     | Boels Dolmans            | Lorena Wiebes        |
| Madrid Challenge by La Vuelta (Lisa Brennauer)          | Annemiek van Vleuten     | Boels Dolmans            | Lorena Wiebes        |
| Tour de Guangxi (Chloe Hosking)                         | Marianne Vos             | Boels Dolmans            | Lorena Wiebes        |
| Final                                                   | Marianne Vos             | Boels Dolmans            | Lorena Wiebes        |